# Metric Martyrs
Die Metric Martyrs waren eine englische Bürgerinitiative, die sich gegen die Durchsetzung des metrischen Maßsystems und für den Erhalt des imperialen Systems einsetzte. Vorsitzender war Neil Herron.

## Hintergrund
Mit dem Beitritt Großbritanniens zur Europäischen Union im Jahr 1973 hatte sich das Land verpflichtet, das angloamerikanische Maßsystem zugunsten einer europaweit einheitlichen Systematik, des metrischen Systems, aufzugeben.
Die Initiative begann im Jahr 2000, nachdem die beiden Markthändler Neil Herron und Steve Thoburn von den Behörden der englischen Stadt Sunderland angewiesen wurden, in Zukunft keine Gewichte mit den Maßeinheiten Ounces (oz) oder Pound (lb) zu verwenden. Nachdem sie sich weigerten, wurden ihre Gewichte beschlagnahmt und beide erhielten Bußgeldbescheide, gegen die sie gerichtlich und außergerichtlich vorgingen. Thoburn klagte bis zum Europäischen Gerichtshof für Menschenrechte, wo er jedoch im Jahr 2004 endgültig verlor. Im gleichen Jahr starb Thoburn an einem Herzinfarkt. Zwischenzeitlich hatten sich weitere Markthändler der Initiative angeschlossen. Unterstützung fanden die Metric Martyrs auch bei einer Reihe von englischen Prominenten, wie etwa dem Komiker John Cleese, der Sängerin Elaine Paige oder der Autorin Joanne K. Rowling, die auch in ihren weitverbreiteten Harry-Potter-Romanen ausschließlich das imperiale Maßsystem verwendet.
Im Mai 2007 gab Günter Verheugen, zuständiger EU-Kommissar für Unternehmen und Industrie, bekannt, dass die ursprünglich bis zum 1. Januar 2010 befristete Ausnahmeregelung, nach der Großbritannien  beide Maßsysteme parallel verwenden darf, von der EU-Kommission in eine unbefristete Ausnahmeregelung umgewandelt worden sei. Der Vorsitzende der Metric Martyrs, Neil Herron, begrüßte die Entscheidung, kündigte aber an, die Initiative weiterzuführen, bis die Gerichtsurteile aufgehoben und der Name des verstorbenen Gründers, Steve Thoburn, rehabilitiert sei.